# Merdžefare
Merdžefare je bil faraon iz Štirinajste egipčanske dinastije, ki je vladal v drugem vmesnem obdobju Egipta  okoli leta 1700 pr. n. št. Vzhodni Nilovi delti, moreda tudi zahodni, je vladal iz Avarisa.

## Dokazi
Merdžefare je eden od samo štirih faraonov Štirinajste dinastije, ki imajo kakšen dokaz na Torinskem seznamu kraljev, sestavljenim v zgodnjem ramzeškem obdobju. Omenjen je tudi na steli faraonovega varuha pečata in zakladnika Ranisonba. Na steli, odkriti leta 1988-1989, je prikazan med darovanjem bogu Sopduju. Stela, ki je zdaj v zasebni zbirki, je verjetno iz Ranisonbove grobnice v Saft el-Hinni v jugovzhodni delti Nila.

## Kronološki položaj
Določitev Merdžefarejevega relativnega  položaja v Štirinajsti dinastiji dokaj dobro omogoča  Torinski seznam kraljev, na katerem je omenjen v 5. vrstici 9. kolone. Po podatki v seznamu je vladal tri do štiri leta, kar spada med najdaljše vladavine v Štirinajsti dinastiji. Njegov predhodnik je bil Sehebre, nalednik pa Sevadžkare III.
Merdžefarejev absolutni kronološki položaj je vprašljiv. Po mnenju egiptologov Kima Ryholta in Darrella Bakerja je bil deseti faraon Štirinajste dinastije in vladal od tri do štiri leta od okoli 1700 pr. n. št. Ryholtova reconstrukcija zgodnje Štirinajste dinastije je sporna. Drugi znanstveniki, med njimi  Manfred Bietak in Jürgen von Beckerath, so prepričani, da se je dinastija začela malo pred Nehesijem okoli 1710 pr. n. št. in ne okoli leta 1805 pr. n. št. kot je predlagal Ryholt. V tem primeru bi bil, Merdžefare peti faraon Štirinajste dinastije.

## Prepoznavanje
Ker je znan samo Merdžefarejev priimek (prenomen), ostaja njegovo ime samo domneva. Ryholt je kljub temu predlagal, da se je imenoval Vazad ali Šeneh. Ryholt je z urejanjem pečatov vladarjev Štirinajste dinastije v časovno zaporedje ugotovil, da sta za Nehesijem vladala samo Vazad in Šeneh. Ker je med Nehesijem in Jakubherjem  vladalo samo nekaj faraon, je Ryholt predpostavil, da bi Vazad lahko bil eden od Nehesijevih naslednikom z najdaljšo vladavino, se pravi Sehebre ali Merdžefare.